# Phyllometra planaria
Phyllometra planaria là một loài bướm đêm trong họ Geometridae.